# Janet Sision
Janet Torome Sision là một nữ diễn viên, người mẫu và nghệ sĩ trang điểm người Kenya nổi tiếng với vai diễn Rita trong bộ phim truyền hình của công dân Kenya Tabasamu. Cô cũng được mọi người biết đến với khán giả châu Phi vì vai diễn Wangui của cô trên telenovela đầu tiên của Đông Phi, Kona. Năm 2015, cô bắt đầu tham gia vào loạt phim mới Skandals Kibao cùng với Avril.

## Cuộc sống và giáo dục
Cô theo đuổi một khóa học về Quản trị kinh doanh và Quản lý nguồn nhân lực.

## Nghề nghiệp

### Sự nghiệp ban đầu; 2009-10: Tabasamu
Đột phá lớn của Sision là vai diễn của cô trong Tabasamu, nơi cô đóng vai chính cùng với Rosemary Waweru và Minnie Gachegu.

### Noose of Gold, Demigods, Shattered
Sau đó, cô đóng vai chính trong Noose of Gold của NTV, Demi gods và bộ phim Shattered được công chiếu vào cuối năm 2011.

### 2013-2014; Kona
Cô đã trở lại vào năm 2013, với phim telenovela Kona của Kenya, nơi cô đóng cùng với Nini Wacera và Lwanda Jawar.

### 2015-nay; Skandals Kibao
Vào tháng 8 năm 2015, cô là nhân vật chính trong vở opera mới của Mary Migui, Skandals kibao, cùng với Lwanda Jawar, Avril, George Mo và Muthoni Gathecha. Đây cũng là dự án thứ hai của cô với Lwanda Jawar. Cô đóng vai Christine, một cô gái trẻ ngọt ngào sắp kết hôn với bạn trai John lâu năm của cô. Sau đó, cô lâm vào một tình huống rắc rối với những lời nói dối, lừa lọc và scandal không giới hạn.
Ngoài việc diễn xuất cô còn là một nghệ sĩ trang điểm. Cô cũng đã nói rằng hình mẫu của cô là nữ diễn viên Nigeria Rita Dominic.